# Kostel svatého Jakuba Většího (Lahovice)
Římskokatolický filiální kostel svatého Jakuba Většího (Staršího) v Lahovicích na Lounsku pochází z 2. poloviny 17. století. Někdejší poutní kostel, umístěný izolovaně jižně od vsi, chátrá od 2. světové války a nachází se ve zdevastovaném stavu. Koncem 80. let byl určen k demolici, které unikl díky převratu v roce 1989. Je stále veden jako kulturní památka České republiky, zároveň je zařazen na seznam ohrožených památek.

## Historie

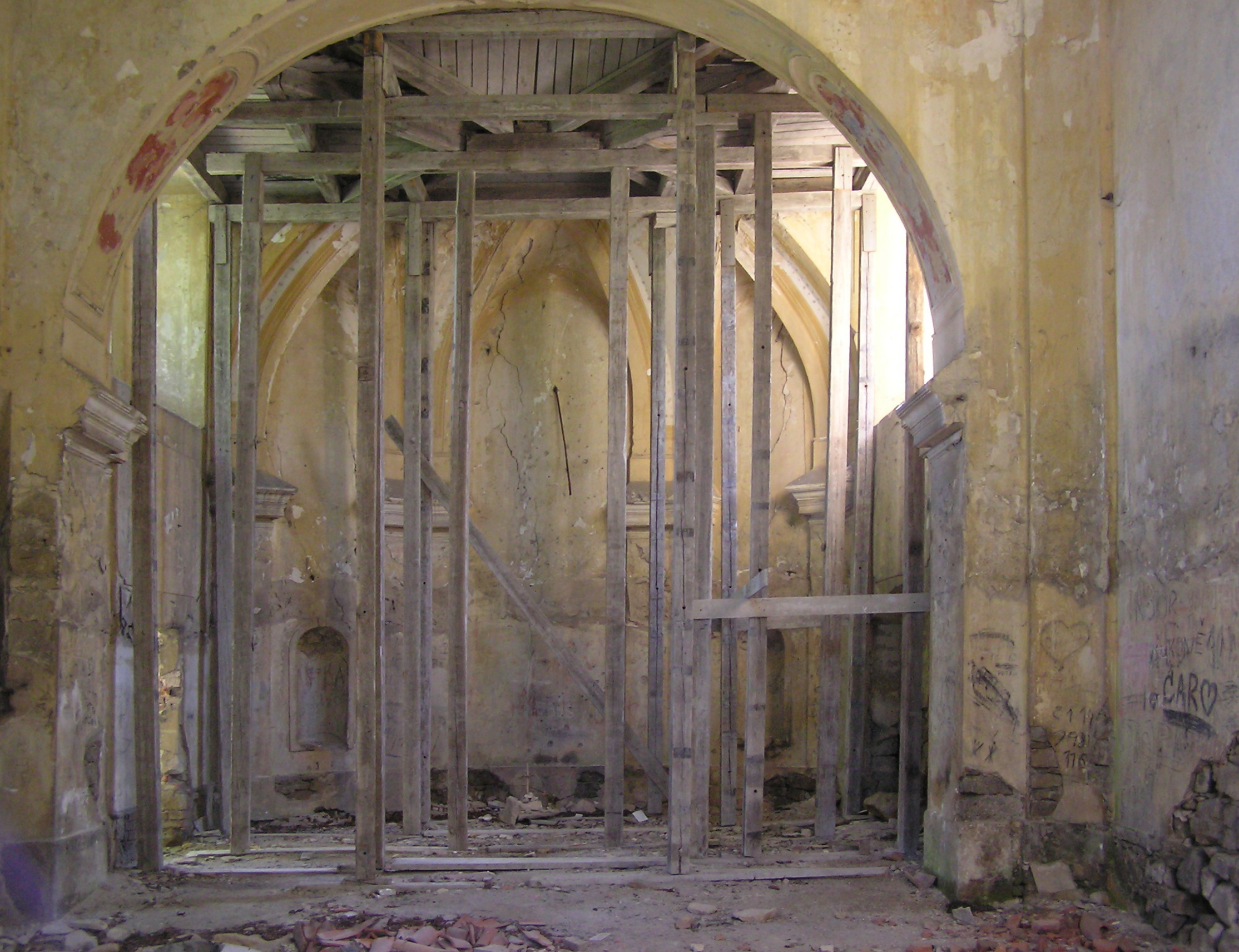
Pohled do presbytáře

Kostel byl postaven roku 1670, v roce 1751 byl přestavěn.
Dne 5. července 1956 do kostela oknem proniklo sedm mladíků, kteří pracovali jako zedníci na stavbě kravína ve Všechlapech. Sekyrami rozštípali veškerý barokní mobiliář. Za svůj čin byli odsouzeni, škodu spláceli dalších 16 let. Opraveno však bylo pouze rozbité okno. Další mše už v kostele nebyly nikdy slouženy.
V letech 1980–1982 si kostel pronajal Ivan Votava z Chomutova, který jej chtěl začít opravovat a postavit si v něm varhany. Kvůli neustálému vandalismu a krádežím však své úsilí vzdal.

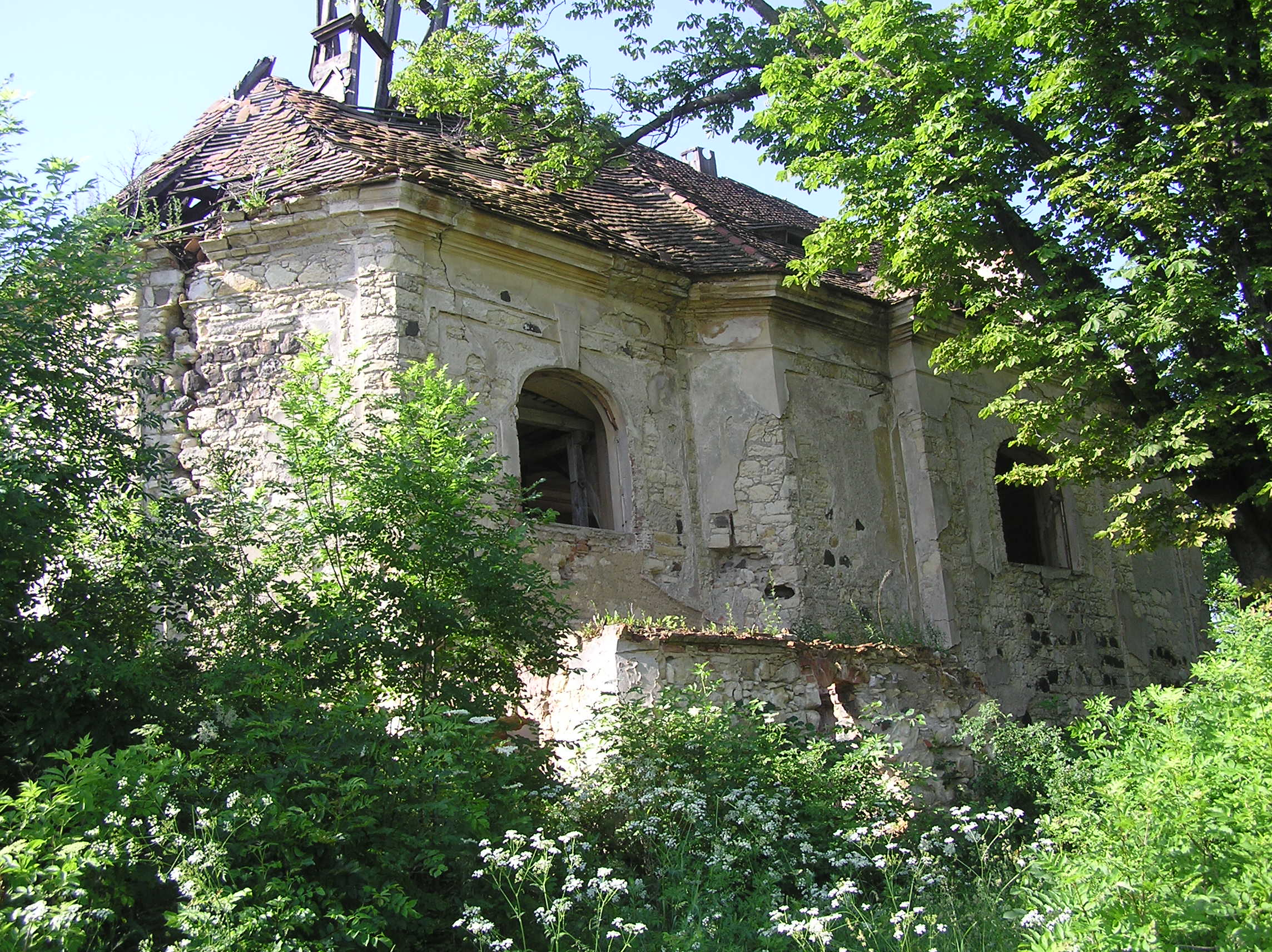
Kostel v roce 2006

Koncem 80. let byl kostel určen k demolici, na jeho místě měl vyrůst vodojem. Díky listopadu 1989 kostel tento osud minul.
Od roku 2011 žije v sousední kapli bezdomovec Pavel. V roce 2014 vykácel náletové dřeviny kolem kostela, s podporou členů sdružení Středohoří opravil střechu kaple. Byly zahájeny určité rekonstrukční práce, byla odstraněna propadlá část střechy se sanktusníkem. Presbytář je stažen betonovým věncem a má rovnou provizorní střechu.

## Architektura
Kostel je jednolodní, obdélný. Má trojboce uzavřený presbytář s obdélnou postranní sakristií. Průčelí je členěno pilastry a portálem a ukončeno štítem s nikou. Stěny kostela jsou členěny lizénovými rámci. Okna jsou ukončena stlačeným obloukem. Loď kostela má plochý strop. Kruchta spočívá na dvou pilířích. Presbytář je sklenut valeně na pilastry. Sakristie má také plochý strop. Původní barokní zařízení bylo v troskách již na konci 80. let 20. století.

## Okolí kostela
Vedle kostela se nachází malá kaple. Jedná se o drobnou barokní stavbu, která je ukončená štítem s nikou.